# Bisbat de Tlapa
El bisbat de Tlapa —Diócesis de Tlapa, en castellà; Dioecesis Tlapensis, en llatí— és una seu de l'Església Catòlica a Mèxic, sufragània de l'arquebisbat d'Acapulco, i que pertany a la regió eclesiàstica Sur. Al 2014 tenia 485.000 batejats sobre una població de 518.000 habitants. Actualment està regida pel bisbe Dagoberto Sosa Arriaga.

## Territori
La diòcesi comprèn 18 municipis de l'estat de Guerrero: Acatepec, Alcozauca de Guerrero, Alpoyeca, Atlamajalcingo del Monte, Atlixtàc, Cochoapa, Copanatoyac, Cualac, Humuxtitlán, Malinaltepec, Metlatonoc, Olinalá, Tlaocoapa, Tlalixtaquilla de Maldonado, Tlapa de Comonfort, Xalpatláhuac, Xochihuehuetlan i Zapotitlán Tablas.
La seu episcopal és la ciutat de Tlapa de Comonfort, on es troba la catedral de Sant Agustí.
El territori s'estén sobre 11.480 km², i està dividit en 28 parròquies.

## Història
La diòcesi va ser erigida el 4 de gener de 1992 mitjançant la butlla Efflorescentem Mexici del Papa Joan Pau II, escindint-se el territori del bisbat de Chilpancingo-Chilapa.

## Episcopologi
- Alejo Zavala Castro (4 de gener de 1992 - 19 de novembre de 2005 nomenat bisbe de Chilpancingo-Chilapa)
- Óscar Roberto Domínguez Couttolenc, M.G. (27 de març de 2007 - 17 de juliol de 2012 nomenat bisbe d'Ecatepec)
- Dagoberto Sosa Arriaga, des del 23 de febrer de 2013

## Estadístiques
A finals del 2014, la diòcesi tenia 485.000 batejats sobre una població de 518.000 persones, equivalent al 93,6% del total.
| any  | població | població | població | sacerdots | sacerdots       | sacerdots       | sacerdots             | diaques | religiosos | religiosos | parròquies |
| ---- | -------- | -------- | -------- | --------- | --------------- | --------------- | --------------------- | ------- | ---------- | ---------- | ---------- |
| any  | batejats | total    | %        | total     | clergat secular | clergat regular | batejats por sacerdot | diaques | homes      | dones      |            |
| 1999 | 450.000  | 500.000  | 90,0     | 22        | 22              |                 | 20.454                |         |            | 22         | 20         |
| 2000 | 450.000  | 500.000  | 90,0     | 22        | 22              |                 | 20.454                |         |            | 22         | 20         |
| 2001 | 423.000  | 459.290  | 92,1     | 33        | 23              | 10              | 12.818                |         | 10         | 21         | 28         |
| 2002 | 423.000  | 459.290  | 92,1     | 46        | 32              | 14              | 9.195                 |         | 14         | 26         | 24         |
| 2003 | 435.000  | 466.000  | 93,3     | 43        | 29              | 14              | 10.116                |         | 14         | 29         | 24         |
| 2004 | 463.000  | 463.500  | 99,9     | 49        | 35              | 14              | 9.448                 |         | 14         | 32         | 25         |
| 2010 | 436.000  | 502.000  | 86,9     | 46        | 34              | 12              | 9.478                 | 1       | 17         | 51         | 27         |
| 2014 | 485.000  | 518.000  | 93,6     | 54        | 42              | 12              | 8.981                 |         | 14         | 71         | 28         |